# إيفان ميلادينوفيتش
إيفان ميلادينوفيتش هو لاعب كرة قدم صربي في مركز الدفاع، ولد في 14 أغسطس 1994 في Ćuprija ‏ في صربيا. لعب مع نادي ياغودينا.

## وصلات خارجية
- إيفان ميلادينوفيتش على موقع قاعدة بيانات كرة القدم.إي يو (الإنجليزية)
- إيفان ميلادينوفيتش على موقع Soccerbase.com (لاعب) (الإنجليزية)
- إيفان ميلادينوفيتش على موقع Soccerway.com (الإنجليزية)
- إيفان ميلادينوفيتش على موقع عالم كرة القدم.نت (الإنجليزية)